# Een geweer in het water
Een geweer in het water is het tweeëntwintigste stripalbum uit de stripreeks Jeremiah. Het album is geschreven en getekend door Hermann Huppen. Van dit album verschenen tot nu toe twee drukken, bij uitgeverij Dupuis in de collectie Spotlight, in 2001 en 2005.

## Inhoud
Kurdy en Jeremiah brengen de nacht door in een moeras nadat ze zijn ontsnapt aan een groep motorrijders met wie ze het aan de stok hadden gekregen. Op de bodem van een put vinden ze een jongen, Jason die hun vervolgens introduceert bij zijn familie, een kluizenaarsfamilie die in de moerassen leven, afgezonderd van de rest van de beschaving. Het is een kleurrijk gezin die lijdt onder gewelddadige interne spanningen. De personages lijken iets te verbergen.